# Гулюшево
Гулюшево — село в Сурском районе Ульяновской области в составе Сурского городского поселения.

## География
Находится на расстоянии примерно 9 километров по прямой на юго-запад от районного центра — посёлка Сурское.

## История
В 1913 году в селе было дворов 446, жителей 3399 и Знаменская церковь (утрачена). В советское время работали колхоз «13 год Октября» и совхоз «Сурский».

## Население
Население составляло 274 человека в 2002 году (русские 89 %), 190 по переписи 2010 года.